# Maine Coon
A Maine Coon az Egyesült Államok Maine tagállamának nemzeti macskája, különleges tulajdonságai miatt, eredetét tekintve meglepő és valószerűtlen elméletek és történetek láttak napvilágot, a genetikai képtelenségnek számító macska-mosómedve kereszteződéstől kezdve, Marie Antoinette cicájának kalandos utazásával bezárólag. Ezzel szemben őseik egyrészt a vikingekkel érkezett norvég erdei macskák lehettek, másrészt az Amerikába érkező európai tengerészek által a hajókon utaztatott hosszú szőrű macskák, amelyek képesek voltak elviselni a zord körülményeket.

## Fajtajellemzők
Igazi jelenség és egyéniség: viszonylag nagy testű volta ellenére megtestesül benne a szépség, kedvesség, önállóság és szabadságszeretet. A Maine Coon ősei az Amerikába települt más házi macskákhoz hasonlóan hajón érkeztek a kontinensre, és ott ezen macskák génkészletének tökéletesedése, valamint a természetes szelekció folytán alakult ki a Maine Coon karaktere.
A Maine Coon egész lénye alkalmazkodás a kemény klímához. Bundája fényes, selymes, vízálló, – nem hasonlít egyetlen másik fajtához sem – hosszabb a hasán, és a hátsó lábakon, hogy védjen a nedvességtől, és a hótól, rövidebb a háton és a nyakon, hogy ne gubancolja össze az aljnövényzet. A bundája selymes, egyenletes esésű, kezelést alig igényel: elegendő hetente egyszer-kétszer átfésülni ahhoz, hogy megfelelő kondícióban tartsuk. A hosszú, bozontos farok, amit maga köré tud csavarni, amikor alváshoz gömbölyödik, melegíti őt a hideg téli éjszakákon. Nagy fülei, melyek szőrrel gazdagon borítottak, a hideg ellen is óvnak, és széles spektrumú hallótávolságot biztosítanak. Nagy, kerek, pamacsos talpuk „hócipőként” jó szolgálatot tesz. Viszonylag hosszú, szögletes orruk megkönnyíti a zsákmány megragadását, és a víz lefetyelését a kis patakokból, pocsolyákból. A kandúrok tömege általában 8-9 kg, de elérhetik a 10-12 kg-os testtömeget is, a nőstények ennél kisebbek, általában 6-8 kg-ra nőnek.40-50 cm.
A Maine Coon későn érő fajta, teljes méretét 3-5 éves kora körül éri csak el, gyermeki természetét azonban egész életén át megtartja. Ő egy szelíd, kedves „ÓRIÁS” angyali természettel megáldva.

## Viselkedés
A Maine Coon macskák hangjukban is különböznek más fajtáktól, nagyon különleges, csicsergő, trillázó hangjukat folyamatosan hallatják udvarláskor, „beszélgetéskor” ugyanúgy, mint amikor cirógatjuk őket, vagy játszunk velük. Nagyon szeretnek játszani, különösen kisebb dolgokat cipelni, apportírozni. Bár a Maine Coon nagyon ember-orientált, viszont ez nem jelenti azt, hogy túlságosan emberfüggő lenne. Nem zaklat folyamatosan a figyelmével, de szeret kiszökni velünk, megvizsgálni mindennemű tevékenységet, amibe csak belefogunk, és segíteni nekünk a maga módján. Ez a fajta általában nem kifejezetten „ölbeülő” macska, de természetesen vannak kivételek. Ha szeretetre vágynak jönnek és bújnak, akár hajnalban is. Szeretnek mindig a közelben lenni, követnek szobáról szobára, és addig ülnek a csukott ajtó másik oldalán, amíg elő nem bukkanunk az ajtó mögül.
Ezek a cicák minden alkalmat megragadnak egy kis pihenésre, ejtőzésre. A kandúrok igazán nagy bohócok, a nőstények távolságtartóbbak, de mindketten nagyon játékosak, és azok is maradnak egész életükön át. Nagyon szeretik üldözni a zsákmányt-játékot, könnyen megragadják hosszú mancsaikkal, semmi kétség, ösztönösen kiváló vadászok.

## Nevének eredete
Neve az USA egyik állama (Maine), és a raccoon (mosómedve) szó összetételéből ered, mivel korábban tévesen úgy gondolták, hogy ezek a macskák a mosómedvéktől származnak. Létezik egy romantikus történet is: Az egyik Maine állambeli farmer felesége, miközben macskáját figyelte, így kiáltott fel: „Nézd ezt a macskát, úgy néz ki, mint egy mosómedve!” Mivel a mosómedve angolul „raccoon” és mivel Maine államban történt, egyenesen következik az elnevezés… Persze, ha hiszünk az ilyen kedves történetekben.